# Wiltenburg (schaatsen)
Wiltenburg Schaatsenfabriek & Metaalbewerking is een schaatsenfabriek die zich bevindt aan de Hearrewei te Marrum in de Nederlandse provincie Friesland.
Deze fabriek is opgericht door Jan van Wiltenburg, die van 1960-1966 medewerker was van Schaatsenfabriek Lassche, maar na de dood van Co Lassche, in 1966, voor zichzelf begon, eerst in Ouderkerk aan de Amstel en later in Marrum.
Het bedrijf maakt allerlei artikelen en de schaatsen worden onder meer in opdracht van Zandstra vervaardigd.